# 山口裕美
山口 裕美（やまぐち ゆみ）は、アートディレクター、アートプロデューサー。株式会社YY ARTSのCEOを務める。NPO法人「芸術振興市民の会」理事長。現代芸術に関する複数の著書がある。

## 人物
1980年、一般企業勤務ののちドイツに滞在。帰国後ギャラリーに勤務するが、体系的な知識の必要性を感じ退職。成城大学大学院の千足伸行教授の元で美術史を学ぶ。1996年、So-net会員向けコンテンツのウェブサイト「トウキョウトラッシュ」を開く。テレビ番組のコメンテーターを務める。1999年、金沢市で開かれるアートイベント「イート金沢」のプロデューサーを務める。1999年から2001年にかけて日比野克彦とアートイベント「HIBINO in SYDENY」を開催。2000年、NPO法人「芸術振興市民の会」を設立。2008年、静岡県掛川市で「掛川アートプロジェクト」をプロデュース。
自身の活動を「アーティストが孤軍奮闘する日本の現代アートの現状の中で常にアーティストサイドに立ったサポート活動」としている。日本の現代アートを世界に向かって発信するその活動から「現代アートのチアリーダー」を名乗る。

## 活動履歴
- イート金沢（eAT金沢）'99総合プロデューサー[5]
- アルス・エレクトロニカ2004ネットビジョン審査員[11]
- 総務省デジタルコンテンツワーキンググループ「新しいコンテンツ政策を考える研究会」委員（2004年）[12]
- 「劇的3時間SHOW」キュレーター（2007年）[13]
- 静岡県掛川市地域活性化プロジェクト「掛川現代アートプロジェクト」プロデューサー（2008年 - 2014年）[7]
- 「ドゥ・ラ・メール 」10周年記念イベント総合ディレクター（2010年）[14]
- 上海万国博覧会記念版画制作実行委員（2010年）[15]
- 女子美術大学非常勤講師（2010年）[16]
- 福井県恐竜キッズランド構想アドバイザー（2010年）[17]
- 北京市 D-PARK Animals save the art gallery ディレクター[18]
- 静岡県立美術館第三者評価委員会・委員[19]
- eAT金沢実行委員会・委員[20]
- TERADA ART AWARD審査員[21]
- Golden Competition審査員（2010年、2014年）[22]
- Emon Photo Award審査員（2013年、2014年）[23]
- 第1回CAF賞審査員[24]
- 第67回山口県美術展覧会審査員[25]
- 高松市美術館展覧会アドバイザー[26]
- 公益財団法人現代芸術振興財団ディレクター
- NPO法人 芸術振興市民の会 (CLA) 理事長[2]
- CANVASフェロー[27]
- 著作権延長問題を考えるフォーラム発起人[28]
- 日本ポップカルチャー委員会（JAPA）委員[29]
- NPO法人 Open Museum Project理事[30]
- 玉川大学観光学部非常勤講師[31]
- NPO法人 アジア文化芸術協会理事

### テレビ出演など
- CafeSta 「日本を売り込め!」ゲスト出演　2014年4月[32]

## 著作
- 「TOKYO TRASH web the book」（美術出版社）ISBN 4568502055
- 「現代アート入門の入門」（光文社新書）ISBN 433403165X
- 「Cool Japan-疾走する日本現代アート（BNN新社）
- 「芸術のグランドデザイン」（弘文堂）
- 「Warriors of Art」（講談社インターナショナル）
- 「観光アート」（光文社新書）
- 「The Power of Contemporary Art」（アスキー）

### 部分執筆
- 中村伊知哉・小野打恵「日本のポップパワー　世界を変えるコンテンツの実像」151-156p 日本経済新聞社、2006年 ISBN 4532351863

### 連載コラム
- 静岡新聞にて「時評」連載中。
- PRESIDENT Online「ビジネスマンのための『現代アートABC』」2008年10月 - 2009年10月
- 芸術新潮にて「美に魅せられて」連載中。